# Ardisia tayabensis
Ardisia tayabensis är en viveväxtart som beskrevs av Elmer Drew Merrill. Ardisia tayabensis ingår i släktet Ardisia och familjen viveväxter. Inga underarter finns listade i Catalogue of Life.